# برونو بوبان
برونو بوبان (بالكرواتية: Bruno Boban)‏ هو لاعب كرة قدم كرواتي، ولد في 12 أغسطس 1992 في بوزيغا في كرواتيا، وتوفي في 25 مارس 2018 في سلافونسكي برود في كرواتيا. لعب مع نادي زغرب.